# Acarodes
Acarodes es un género de coleópteros de la familia Anthribidae.

## Especies
Contiene las siguientes especies:
- Acarodes gutta Woll. 1877